# Posten i Frankrike

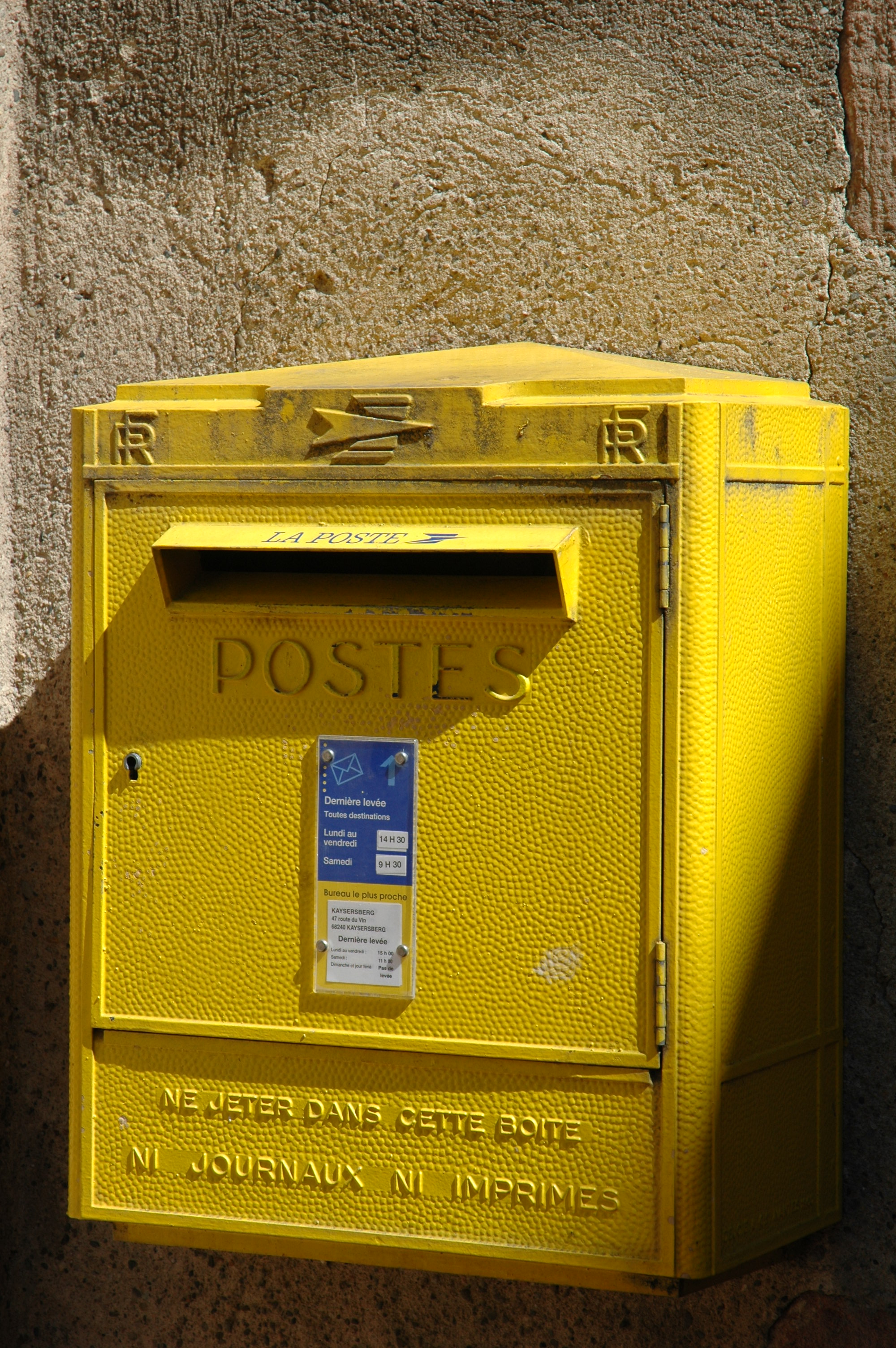
Fransk brevlåda i Kaysersberg, Alsace

Franska posten, PTT (Postes, télégraphes et téléphones) var det tidigare statliga franska post- och telemonopolet. PPT innefattade den offentliga administrationen av post- och telekommunikation i Frankrike. Man kallade det allmänt ”P&T”, sedan ”PTT” och sedan på nytt ”P och T”. PTT skapades 1921 och delades 1991 upp i La Poste och France Télécom.

## Historia
Förvaltningen för Postes et Télégraphes skapades 1878 och sammanförde ledningen la Poste (företaget La Poste skapades 1991), som var underordnad finansministeriet, och ledningen för Télégraphes, som hörde till inrikesministeriet. Året efter skapades ministeriet för Posten och Telegrafen (Postes et Télégraphes). Från och med 1889 anslöts även telefontjänsten, därav namnet PTT, som skulle komma att bli gällande från och med slutet av 1800-talet. Benämningen ”Post, Telekommunikation och Telesändning” (Postes, Télécommunication et Télédiffusion) har aldrig varit officiellt erkänd av den franska staten. Benämningen användes främst på den franska landsbygden, i icke-officiella texter och vid filminspelningar. Faktiskt så har ”telesändningen” (som samlar teve- och radiokanalernas service) alltid varit oberoende. 
Organisationen delades i två offentliga bolag: La Poste och France Télécom. Därtill finns regleringsorganisationerna DRG (direction des réglementations générales), som blir ART (autorité de régulation des télékommunications) samt ARCEP (autorité de régulation des télékommunications électroniques et des postes). Den offentliga ställningen för de två bolagen lär inte kunna garanteras. Krav på privatisering kan komma att ställas. Vissa organisationer kräver att de två offentliga strukturerna återförenas. De anses komplettera varandra. Inlemmandet av europeiska direktiv i den franska lagstftningen ledde 2005 till att France Télécom inte har rätt till universal-servicen. Denna var konkurrensutsatt men kontrakten vanns till stor del av France Télécom.